# Колокита
Колокита е живописен нос на 2 километра южно от град Созопол.
През 2007 година на него започва изграждането на курортно селище Созополис в архитектурния стил на стария Созопол. Селището ще бъде застроено на площ от 88 500 m². Заедно с това археологическите разкопки на носа ще бъдат запазени и обновени.
Релефът на Колокита е начупен от древни тракийски могили. 10 от тях са разкопани от френския консул в Пловдив Дегран в края на 19 век и от там за Лувъра са отнесени десетки антични рисувани съдове от 5 и 4 век пр. Хр. Те са били поставени в гробниците на траки, жители на Аполония, погребани по тракийски обичай.
Нос Колокита е любимо място за гмуркане с дълбочина от 5 до 20 метра.